# Бахолдіна Варвара Максимівна
Варвара Максимівна Бахолдіна ((26 грудня 1914 , Саввушка, Томська губернія  — 2 червня 1992 , Шипуново, Алтайський край )) — інженер Шипуновського районного управління сільського господарства, Алтайський край. Герой Соціалістичної Праці (1972). Кавалер трьох орденів Леніна (1942, 1957, 1972). Депутат Верховної Ради СРСР 1-го і 2-го скликань. Заслужений механізатор сільського господарства РРФСР. Лауреат премії Паші Ангеліної.
Вважається першою трактористкою Алтаю.

## Біографія
Народилася в 1914 році в селянській родині в селі Саввушка (нині — в Зміїногорському районі Алтайського краю). З 1928 року працювала дояркою в сільськогосподарській комуні «Перша п'ятирічка». У 1931 році закінчила школу механізації сільського господарства, після чого стала працювати трактористкою в Таловській МТС. У 1932 році очолила першу на Алтаї жіночу молодіжно-комсомольську тракторну бригаду. У 1938 році бригада Варвари Бахолдіної зорала на тракторах ЧТЗ 5200 гектарів і на СТЗ — 2100 гектарів. За ці видатні трудові досягнення Варвара Бахолдіна удостоєна поїздки на Всесоюзну виставку ВДНГ в Москві, де вона отримала велику золоту медаль.
Брала участь у II Всесоюзному з'їзді колгоспників, де вона познайомилася з Параскою Ангеліною, з якої її пов'язувала дружба. У 1939 році поступила в Московську сільськогосподарську академію імені Тімірязєва. Після початку війни в жовтні 1941 року повернулася на батьківщину, де її призначили директором Шипуновської МТС. Вивела це підприємство в число передових сільськогосподарських підприємств Алтаю, за що нагороджена в 1942 році першим Орденом Леніна. Керувала Шипуновською МТС до 1958 року.
У 1935 році обиралася членом ВЦВК і депутатом Верховної Ради СРСР 1-го (1938-1946) і 2-го (1946-1950) скликань.
З 1961 по 1967 року — керуюча районним об'єднання «Сільгосптехніка». У 1967 році вийшла на пенсію.
Будучи на пенсії продовжувала працювати до 1985 року інженером Шипуновського районного управління сільського господарства. Указом Президії Верховної Ради СРСР від 13 грудня 1972 року за великі успіхи, досягнуті в збільшенні виробництва й продажу державі зерна, інших продуктів землеробства, і виявлену трудову доблесть на збиранні врожаю удостоєна звання Героя Соціалістичної Праці з врученням ордена Леніна і золотої медалі «Серп і Молот».
Померла в 1992 році в селищі Шипунова.
Твори
- В наследство: рассказ Героя Социалистического Труда механизатора Алтайского края/ В. М. Бахолдина; лит. запись З. М. Александровой. — Барнаул : Алтайское книжное издательство, 1985. — 95 с. : ил. — 0.10 р.

Пам'ять
- У 1972 році була заснована премія імені Варвари Бахолдіної (з 2016 року — премія Губернатора «За вірність професії» імені Семена П'ятниці та Варвари Бахолдіної[2]).

## Нагороди
- Орден Леніна — тричі (11.05.1942; 11.01.1957; 1972)
- Орден Жовтневої Революції (08.04.1971)
- Орден Трудового Червоного Прапора (22.05.1947)
- Медаль «За освоєння цілинних земель» (1957)